# Piraty XX veka
Piraty XX veka (russisk: Пираты XX века) er en sovjetisk spillefilm fra 1980 af Boris Durov.

## Medvirkende
- Nikolaj Yeremenko som Sergej Sergejevitj
- Pjotr Veljaminov som Ivan Ilitj
- Talgat Nigmatulin som Salekh
- Rein Aren
- Dilorom Kambarova